# At Fillmore East
At Fillmore East — первый концертный альбом американской рок-группы The Allman Brothers Band, вышедший в 1971 году.
At Fillmore East вышел в июле 1971 года, став успешным прорывом группы. Телеканал VH1 поставил альбом на 59 место среди лучших альбомов всех времён, а журнал Classic Rock — в список «Концертных альбомов, которые изменили мир». Также At Fillmore East получил 49 место в рейтинге 500 величайших альбомов всех времён по версии журнала Rolling Stone. В 2004 году альбом был внесён в Национальный реестр аудиозаписей США.
В 2003 году была выпущена расширенная версия альбома.

## Предыстория
Вскоре после завершения записи второго альбома группы Idlewild South гитарист Эрик Клэптон связался с лидером группы Дуэйном Оллманом, чтобы тот внес свой вклад в его новый проект Derek and the Dominos. Оллман был большим поклонником работы Клэптона в группе Cream, и Клэптону также нравилась сессионная работа Оллмана над Hey Jude. Однажды вечером они встретились после выступления в Майами и устраивали вместе джем-сейшн до следующего дня, когда два гитариста считали друг друга «мгновенными родственными душами». Клэптон пригласил Дуэйна присоединиться к Дереку и Домино, и, по словам биографа группы Алана Пола, он рассматривал этот вариант, в конце концов отказавшись и вернувшись в Allman Brothers Band, вернувшись после пропуска нескольких концертов. Сессии были собраны в альбоме Layla and Other Assorted Love Songs, выпущенном в ноябре того же года.

## Обложка
На обложке диска изображена группа недалеко от своей штаб-квартиры в Мэйконе, штат Джорджия. Фотографу Джиму Маршаллу удалось запечатлеть редкий момент, когда все участники группы улыбаются, потому что музыкантов разбудили очень рано, а также потому, что они терпеть не могли фотосессии в принципе.

## Список композиций

### Оригинальная
| №  | Название              | Длительность |
| -- | --------------------- | ------------ |
| 1. | «Statesboro Blues»    | 4:20         |
| 2. | «Done Somebody Wrong» | 4:36         |
| 3. | «Stormy Monday»       | 8:49         |

| №  | Название            | Длительность |
| -- | ------------------- | ------------ |
| 4. | «You Don't Love Me» | 19:20        |

| №  | Название                      | Длительность |
| -- | ----------------------------- | ------------ |
| 5. | «Hot 'Lanta»                  | 5:22         |
| 6. | «In Memory of Elizabeth Reed» | 13:06        |

| №  | Название        | Длительность |
| -- | --------------- | ------------ |
| 7. | «Whipping Post» | 23:05        |

### Deluxe Edition

#### Диск 1
1. «Statesboro Blues» (McTell) — 4:17
2. «Trouble No More» (Morganfield) — 3:43
3. «Don’t Keep Me Wonderin'» (G. Allman) — 3:27
4. «Done Somebody Wrong» (Lewis, Robinson, James) — 4:33
5. «Stormy Monday» (Walker) — 8:48
6. «One Way Out» (Sehorn, Williamson, James) — 4:56
7. «In Memory of Elizabeth Reed» (Betts) — 13:04
8. «You Don’t Love Me» (Cobbs) — 19:24
9. «Midnight Rider» (G. Allman) (June 27) — 2:55

#### Диск 2
1. «Hot 'Lanta» (D. Allman, G. Allman, Betts, Oakley, Johanson, Trucks) — 5:20
2. «Whipping Post» (G. Allman) — 22:53
3. «Mountain Jam» (Leitch, D. Allman, G.Allman, Betts, Oakley, Johanson, Trucks) — 33:41
4. «Drunken Hearted Boy» (Bishop) — 6:54

## Участники записи
- Дуэйн Оллмэн — соло-гитара, слайд-гитара
- Грегг Оллман — орган, пианино, вокал
- Ричард Беттс — соло-гитара, вокал
- Берри Оукли — бас-гитара
- Джей Джоханни Джохансен — барабаны, конго-барабаны, цимбалы
- Батч Тракс — барабаны, литавры

Приглашённые музыканты
- Том Дучетте — губная гармоника (2-4)